# Tarata (Bolivia)
Tarata er en by i den centrale del af Bolivia beliggende i provinsen Esteban Arze, i departementet Cochabamba.
17°36′S 66°01′V / 17.600°S 66.017°V
- Wikimedia Commons har flere filer relateret til Tarata (Bolivia)